# Ахштетен
Ахштетен (њем. Achstetten) општина је у њемачкој савезној држави Баден-Виртемберг. Једно је од 45 општинских средишта округа Биберах. Према процјени из 2010. у општини је живјело 4.141 становника. Посједује регионалну шифру (AGS) 8426001.

## Географија
Ахштетен се налази у савезној држави Баден-Виртемберг у округу Биберах. Општина се налази на надморској висини од 503 метра. Површина општине износи 23,4 km².

## Становништво
У самом мјесту је, према процјени из 2010. године, живјело 4.141 становника. Просјечна густина становништва износи 177 становника/km².